# (52398) 1993 RT7
Az (52398) 1993 RT7 a Naprendszer kisbolygóövében található aszteroida. Eric Walter Elst fedezte fel 1993. szeptember 15-én.